# Биккель, Томас
Томас Биккель (нем. Thomas Bickel, родился 6 октября 1963 в Арберге) — швейцарский футболист, полузащитник.

## Карьера

### Клубная
Начинал свою карьеру в сезоне 1984/85 в Национальной лиге B в составе «Биль-Бьенн», сыграв 29 игр и забив 6 голов (итоговое 4-е место). В сезоне 1985/86 перебрался в «Цюрих», влившись в его основной состав, но особых успехов с командой не сыскал, занимая с командой места с 4-го по 6-е. К сезону 1987/88 он провёл 92 игры, забив 19 голов и получив вызов в сборную. Перебравшись в 1988 году в стан «Грассхопперс» — принципиальных противников «Цюриха» — Биккель начал добиваться успехов, выиграв в 1989 и 1990 годах Кубок Швейцарии, а в 1990 и 1991 годах — чемпионат Швейцарии. В 1994 году он завоевал свой третий кубок, оформив победу 4:0 над «Шаффхаузеном», а по итогам сезона 1994/95 выиграл чемпионат Швейцарии и ещё завоевал приз лучшего футболиста Швейцарии 1994 года. Карьеру завершал в Японии в составе «Виссел Кобе», выступая в одном составе с Михаэлем Лаудрупом с 1995 по 1997 годы.

### В сборной
В сборной Биккель дебютировал 19 августа 1986 под руководством Даниэля Жандюпе в матче против Франции (2:0). Вызывался регулярно с 1989 по 1991 годы в команду Ули Штилике, играл первую роль и в сборной Роя Ходжсона. Участвовал в чемпионате мира 1994 года, сыграв три матча против США, Румынии и Испании. Последнюю игру провёл 11 октября 1995 против Венгрии. Отказался от участия в чемпионате Европы 1996, будучи игроком японского «Виссел Кобе», поскольку не был уверен, что перенесёт длительный перелёт.

## Личная жизнь
Проживает на Майорке с 1999 года. Является владельцем сети баров Schmuklerski в Цюрихе.